# 网络艺术
网络艺术（net art）指的是自1994年以来以互联网艺术为媒介创作的艺术。这一运动的早期成员及主要代表包括 武克·乔西奇（Vuk Ćosić）、Jodi (艺术团体)、阿列克谢·舒尔金（Alexei Shulgin）、奥莉娅·利亚利娜（Olia Lialina）、希思·邦廷（Heath Bunting）、丹尼尔·加西亚·安杜哈尔（Daniel García Andújar） 和 瑞秋·贝克（Rachel Baker）。
他们将互联网作为创作媒介，致力于打破传统艺术学科和过时的分类体系。
虽然该群体的形成本身被一些作家（如 蒂尔曼·鲍姆盖特尔、Josephine Bosma、Hans Dieter Huber 和 Pit Schultz）视为对先锋艺术运动的戏仿，但他们各自的创作却风格迥异。
“net art”这一术语也常被用作“网络艺术”或“互联网艺术”的同义词，涵盖更广泛的艺术实践。在这种更广义的定义中，net.art 是指将互联网作为媒介的艺术作品，其体验无法脱离网络环境。通常，net art 作品会以互联网及其所催生的特定社会文化为主题，但这并非必要条件。
德国评论家 蒂尔曼·鲍姆盖特尔 延续了美国评论家克莱门特·格林伯格的思想，在其著作中多次提出 net art 的“媒介特性”观点。根据其所著《net.art：网络艺术资料》一书的导言，net art 的独特特性包括：“连接性、全球覆盖、多媒体性、非物质性、互动性和平等性”。

## 概览

### 极致的现代主义
- “net.art”是一个由软件故障意外生成的自我定义术语，最初用于描述互联网中的艺术和交流活动。
- net.art的艺术家们试图打破自主学科和过时的分类体系，这些体系被强加于各种激进实践之上。
- 保持独立于制度官僚体系之外。
- 实现广泛的观众、交流、对话和乐趣。
- 寻找摆脱由结构化理论和意识形态体系产生的根深蒂固价值观的方法。
- 1990年代末的临时自治区域（T.A.Z.）：无政府状态和自发性。
- 实现胜于理论：弥合艺术与日常生活之间的鸿沟，使其成为例行实践。
- 作者的实际“死亡”。
- 超越制度批判：艺术家与任何机构或公司平等对话。

## net.art的特征
1. 跨国界和学科的艺术家社区的形成。
2. 无物质利益的投资。
3. 不考虑思想归属的合作。
4. 重视交流胜于再现。
5. 即时性。
6. 非物质性。
7. 暂时性。
8. 基于过程的行动。
9. 游戏性和表演性。
10. 寄生性策略：从网络滋养地出发，扩展到现实中的基础设施。
11. 私人与公共界限的消失。
12. 融合：互联网集生产、发布、传播、评论等功能于一体；艺术家的角色多重化。

## net.art创作简易指南

### 准备环境
- 一台Mac或PC，至少8MB RAM，具互联网连接。
- 基础软件：文本编辑器、图像处理器、浏览器、邮件客户端等。
- 进阶可选：音频、视频编辑器。

### 模式选择
1. 基于内容
2. 形式主义
3. 讽刺
4. 诗意
5. 激进主义

### 体裁选择
1. 颠覆
2. 网络即对象
3. 互动
4. 流媒体
5. 网络日志
6. 远程协作
7. 搜索引擎
8. 性/性别
9. 讲故事
10. 恶作剧与虚假身份
11. 界面设计或解构
12. ASCII艺术
13. 浏览器/软件艺术
14. 形式美学
15. 多用户交互环境
16. 使用CUSeeMe、IRC、邮件列表等创作

## 注意事项

### 当前状态
1. net.art正因获得制度认可而转变为具完整机构化体系的“学科”。
2. 出现理论家、策展人、博物馆专家等角色。

### 物质化与衰退
1. 从非物质性转向物品生产、展览、保存。
2. 与制度互动循环：挑战、吸引、成为机构。
3. 与公司互动：为了可见性而紧跟技术升级节奏。
4. 商业与反文化策略的模糊界限。

## 乌托邦附录：net.art之后

### net.art艺术家的崛起
1. 避免命名式组织的形成。
2. 绕过传统艺术制度，直接对抗媒体与主流文化。
3. 不再依赖“艺术”或“政治”标签来正当化行为。

### net.art之后的网络图景
1. 网络成为购物中心、情色商店与博物馆的复合体。
2. 网络是工具、资源、艺术作品的载体。